# Polska Poczta, Telegraf i Telefon
Polska Poczta, Telegraf i Telefon (PPTiT) – polskie przedsiębiorstwo państwowe działające w latach 1928-1991. W 1987 roku przekształcone w państwową jednostkę organizacyjną. Jego zadaniem była eksploatacja wszystkich urządzeń pocztowych, telegraficznych i telekomunikacyjnych.

## Geneza

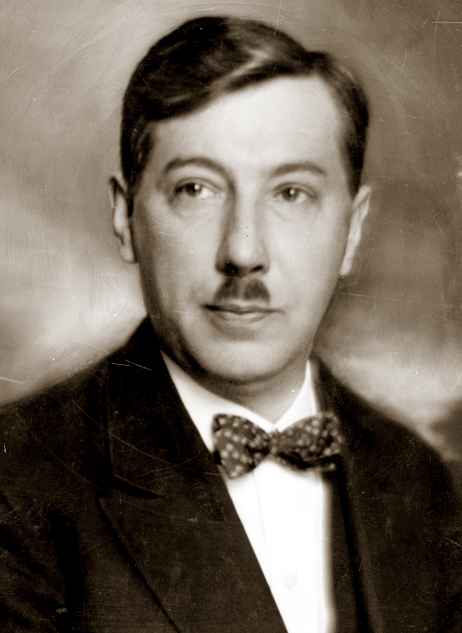
Eugeniusz Kwiatkowski

W marcu 1927 r. z inicjatywy Ministra Przemysłu i Handlu Eugeniusza Kwiatkowskiego wydano rozporządzenie o komercjalizacji przedsiębiorstw państwowych. Pozwalało ono na tworzenie przedsiębiorstw państwowych posiadających osobowość prawną oraz przekształcanie w tym kierunku przedsiębiorstw już istniejących. Powodowało to wydzielenie ich ze struktur administracji państwowej i przystosowanie do działalności w warunkach handlowych.
Ewentualne przekształcenie poczty i telegrafu w przedsiębiorstwo handlowe stwarzało przed rozwojem tej gałęzi gospodarki nowe możliwości. Dla polskich władz najlepszym tego przykładem były przeprowadzone reformy poczty francuskiej (od 1923 r.) i niemieckiej (od 1924 r.). Nowe rozwiązania, jakie tam zastosowano, takie jak: zyskanie samodzielności finansowej, określenie odpowiedzialności za przedsiębiorstwo, ograniczenie interwencji parlamentu w sprawy poczty, wprowadzenie nowego systemu zarządzania i motywacji dla personelu oraz swoboda i szybkość decyzji, podejmowanych przez kierownictwo w warunkach zmiennej koniunktury, pozwoliły na szybki rozwój sieci pocztowej i wzrost dochodów przedsiębiorstw pocztowych w tych krajach. Działalność w warunkach handlowych wymusiły także wprowadzenie nowych, nieznanych dotąd usług pocztowo-telekomunikacyjnych.
Pomysł komercjalizacji przedsiębiorstw w Polsce sprawdził się na przykładzie Polskich Kolei Państwowych. To największe przedwojenne przedsiębiorstwo w kraju na zasadach handlowych funkcjonowało już od 1926 r. Racjonalizacja administracji i eksploatacji przedsiębiorstwa przyniosły spodziewane efekty, co spowodowało przyspieszenie prac nad zreformowaniem poczty.

## Utworzenie
Podstawą prawną utworzenia przedsiębiorstwa pocztowo-telekomunikacyjnego było rozporządzenie Prezydenta Rzeczypospolitej z 1928 r. o utworzeniu państwowego przedsiębiorstwa „Polska Poczta, Telegraf i Telefon”. Zgodnie z jego postanowieniami dzień rozpoczęcia działalności miał określić Minister Poczt i Telegrafów z Ministrem Skarbu. Kolejnym rozporządzeniem określono dzień 1 lipca 1928 r. jako datę podjęcia działalności PPTiT i przejęcia przez nie w zarząd majątku ruchomego i nieruchomego stanowiącego do tej pory własność Skarbu Państwa.

## Działalność
Przedsiębiorstwo miało być zarządzane według zasad handlowych, z uwzględnieniem potrzeb państwa i interesów społeczeństwa. Jego zadaniem była eksploatacja wszystkich urządzeń pocztowych, telegraficznych i telekomunikacyjnych w kraju. Odpowiadało za zobowiązania Skarbu Państwa z zakresu poczty i telegrafu. PPTiT posiadało osobowość prawną. Zarząd nad państwowym przedsiębiorstwem „Polska Poczta, Telegraf i Telefon” sprawował Minister Poczt i Telegrafów przy pomocy terenowych Dyrekcji Poczt i Telegrafów oraz podległych im struktur. Przedsiębiorstwo zwolnione było od podatków i danin publicznych na rzecz Skarbu Państwa oraz samorządu. Posiadało także pewne swobody w gospodarowaniu finansami i nieruchomościami, lecz liczne ograniczenia w tych kwestiach często uniemożliwiały szybszy rozwój.
Mimo rozpoczęcia w 1928 r. reformy, proces pełnej komercjalizacji przedsiębiorstwa opóźniał się. Nie zdołano wprowadzić ważnych organów, gwarantujących dużą niezależność przedsiębiorstwa, jak rada administracyjna czy rada nadzorcza. Majątek, jaki PPTiT posiadało, przekazany był nie na własność, lecz w zarząd, co znacznie utrudniało działalność inwestycyjną i eksploatacyjną.
1 stycznia 1930 r. minister Ignacy Boerner, dążący do dokończenia komercjalizacji poczty, powołał Biuro Studiów – organ, który miał się zająć dalszą komercjalizacją i modernizacją przedsiębiorstwa. Rezultatem prac Biura była nowelizacja rozporządzenia tworzącego przedsiębiorstwo „Polska Poczta, Telegraf i Telefon”. Zgodnie z rozporządzeniem z 1932 r., przedsiębiorstwo określono jako instytucję prawa publicznego. Na nowo uregulowano sprawy majątkowe, nieruchomości przekazano w „zarząd powierniczy i użytkowanie”, natomiast cały majątek ruchomy przekazano przedsiębiorstwu na własność. Zapowiedziano także inwentaryzację i oszacowanie majątku, co było konieczne do sporządzenia bilansu otwarcia, co z kolei było niezbędnym warunkiem faktycznego skomercjalizowania przedsiębiorstwa.
Mimo poszerzenia samodzielności przedsiębiorstwa „Polska Poczta, Telegraf i Telefon”, nadal nie uzyskało ono pełnej samodzielności, zwłaszcza kredytowej. Komercjalizacja nie była dokończona również ze względu na brak bilansu otwarcia przedsiębiorstwa.
Ostatecznie w rezultacie trwających kilka miesięcy prac zdołano ustalić na dzień 1 kwietnia 1937 r. bilans otwarcia przedsiębiorstwa, który następnie został zatwierdzony uchwałą Rady Ministrów z 24 listopada 1937 r. W ten sposób 1 kwietnia 1937 r. ukończony został długi proces komercjalizacji i formowania przedsiębiorstwa.
W 1939 r. na ziemiach polskich działały 1274 urzędy pocztowe, telekomunikacyjne i telegraficzno-telefoniczne oraz 2911 agencji pocztowych.

### Organizacja

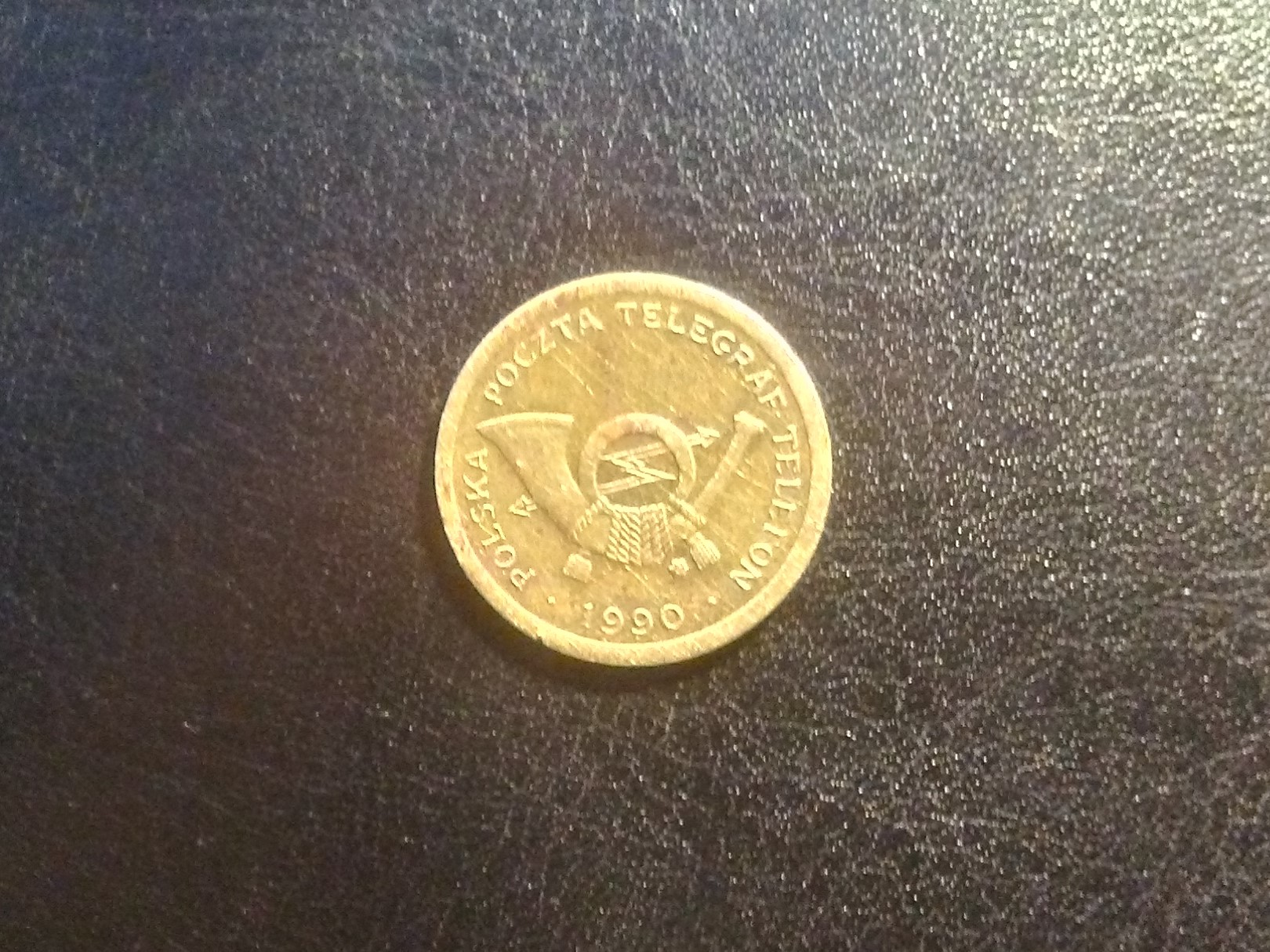
Żeton z 1990 r. do automatu telefonicznego

Na szczeblu centralnym PPTiT zarządzane było bezpośrednio przez Ministra Poczt i Telegrafów, przy pomocy struktur ministerstwa i jednostek centralnych. W terenie przedstawicielami PPTiT byli Dyrektorzy Okręgów Poczt i Telegrafów, którym podlegały niższe jednostki. Struktura organizacyjna przedsiębiorstwa została ujęta w rozporządzeniu Ministra Poczt i Telegrafów z 31 sierpnia 1935 r. Akt ten wprowadził ostateczny ustrój, strukturę i nazewnictwo jednostek, które do tego czasu funkcjonały często na bazie przepisów uchwalonych przed powołaniem PPTiT.
Według rozporządzenia z 1935 r. struktura PPTiT wyglądała następująco:
Jednostki centralne:
- Izba Kontroli Rachunkowej Poczt i Telegrafów,
- Główna Składnica Materiałów Pocztowych,
- Główna Składnica Materiałów Teletechnicznych,
- Państwowy Instytut Telekomunikacyjny.

Terytorialne jednostki kierownicze:
- Dyrekcje Okręgu Poczt i Telegrafów,
- obwodowe urzędy pocztowo-telekomunikacyjne,
- rejonowe urzędy telefoniczno-telegraficzne (telekomunikacyjne).

Terytorialne jednostki wykonawcze:
- Jednostki eksploatacyjne:
  - urzędy,
  - agencje,
  - pośrednictwa,
  - inne jednostki eksploatacyjne,
- Jednostki pomocnicze:
  - pocztowe urzędy przewozowe,
  - okręgowe składnice materiałów pocztowych,
  - okręgowe składnice materiałów teletechnicznych.

## Likwidacja
4 grudnia 1991, zarządzeniem Ministra Łączności, w miejsce państwowej jednostki organizacyjnej „Polska Poczta, Telegraf i Telefon” powołano dwa oddzielne podmioty gospodarcze: państwowe przedsiębiorstwo użyteczności publicznej „Poczta Polska” oraz spółkę akcyjną Skarbu Państwa „Telekomunikacja Polska”.